# Amt Coppenbrügge
Das Amt Coppenbrügge war ein historisches Verwaltungsgebiet des Königreichs Hannover mit Sitz in Coppenbrügge.

## Geschichte

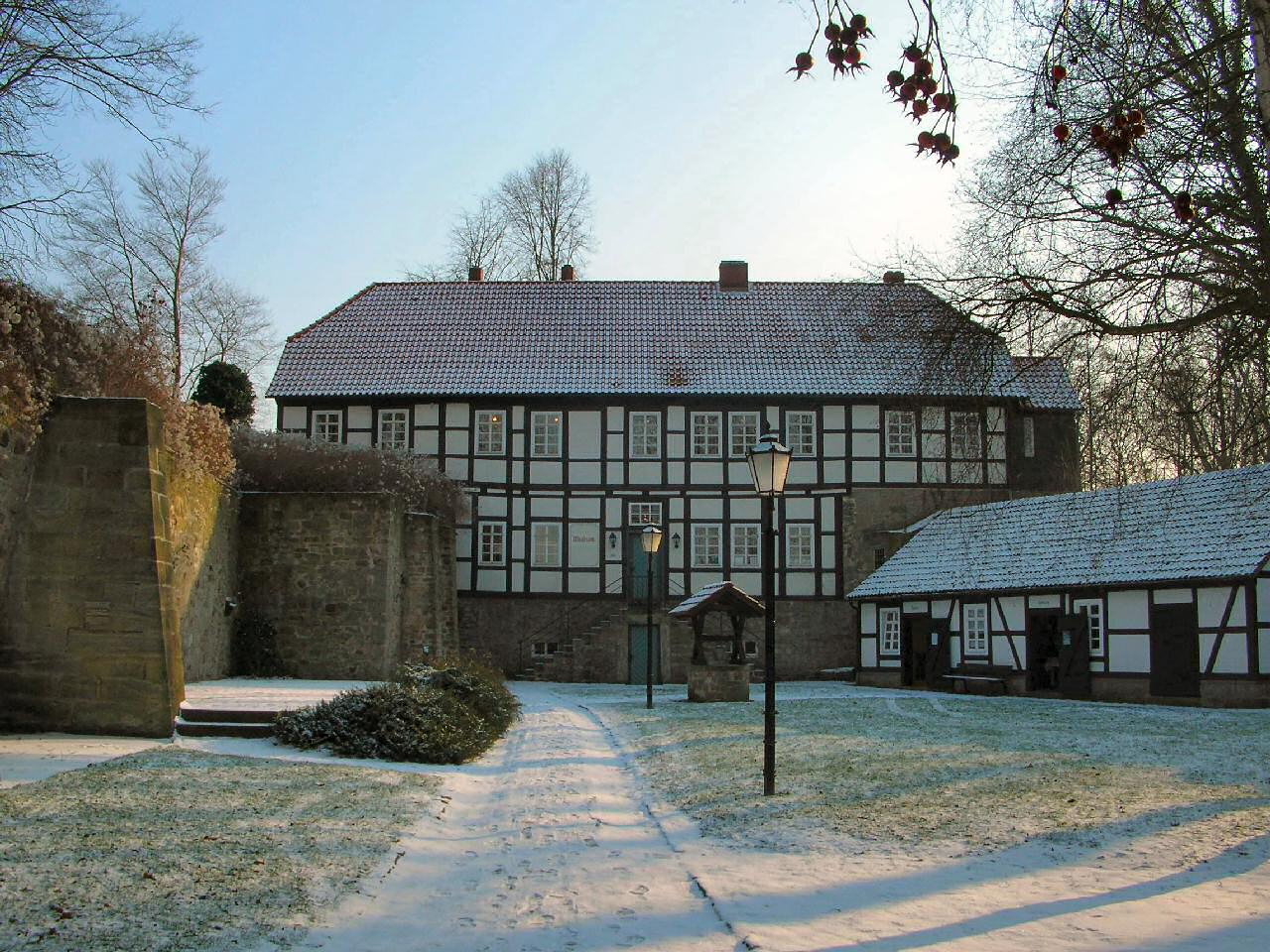
Das ehemalige Amtsgebäude (jetzt Museum)

Das Amt Coppenbrügge wurde aus den Gemeinden der früheren Grafschaft Spiegelberg gebildet, die erst 1819 vom Haus Oranien-Nassau an das Königreich Hannover verkauft wurde. Es umfasste zunächst nur die sechs ursprünglich spiegelbergischen Dörfer, wurde jedoch bei der Verwaltungsreform von 1852 durch Teile der benachbarten Ämter Lauenstein (Ahrenfeld, Benstorf, Dörpe, Esbeck, Hemmendorf, Marienau, Oldendorf, Osterwald, Quanthof und Sehlde) sowie Springe (Bäntorf, Behrensen, Diedersen) erheblich vergrößert. 1853 wurde Esbeck, 1855 Ahrenfeld, Benstorf, Hemmendorf, Oldendorf und Quanthof wieder in das Amt Lauenstein umgegliedert. Sehlde kam 1853 an das Amt Elze. 1859 wurde das Amt Coppenbrügge aufgehoben und mit dem Amt Lauenstein vereinigt, jedoch ohne die Dörfer Behrensen und Diedersen, die an das Amt Hameln fielen.

## Gemeinden
Der Kern des Amts Coppenbrügge bestand 1819 aus dem Schloß und Flecken Coppenbrügge, den Pfarrdörfern Brünnighausen und Hohnsen, den Dörfern Brullsen, Herkensen und Neustadt, sowie dem adeligen Gut Oehrsen.
Bei der Aufhebung des Amts (1859) bestand es aus folgenden Gemeinden:
| - Bäntorf - Behrensen - Brünnighausen - Brullsen | - Coppenbrügge - Diedersen - Dörpe - Herkensen | - Hohnsen - Marienau - Neustadt bei Hachmühlen | - Oehrsen - Osterwald - Voldagsen |

- Karte mit allen verlinkten Seiten:
- OSM |
- WikiMap

## Amtmänner
- vor 1657: Philipp Friedrich von Modersbach (1610–1657), Amtmann
- nach 1815: Anton Cleve (1789–1848), Amtmann
- 1820–1835: Carl Anton Terlinden, Justizrat
- 1836–1843: Georg Ludwig von Torney, Amtsassessor
- 1844–1859: Carl Theodor Friedrich Wilhelm Schwarz, Amtsassessor